# 이오키 료조

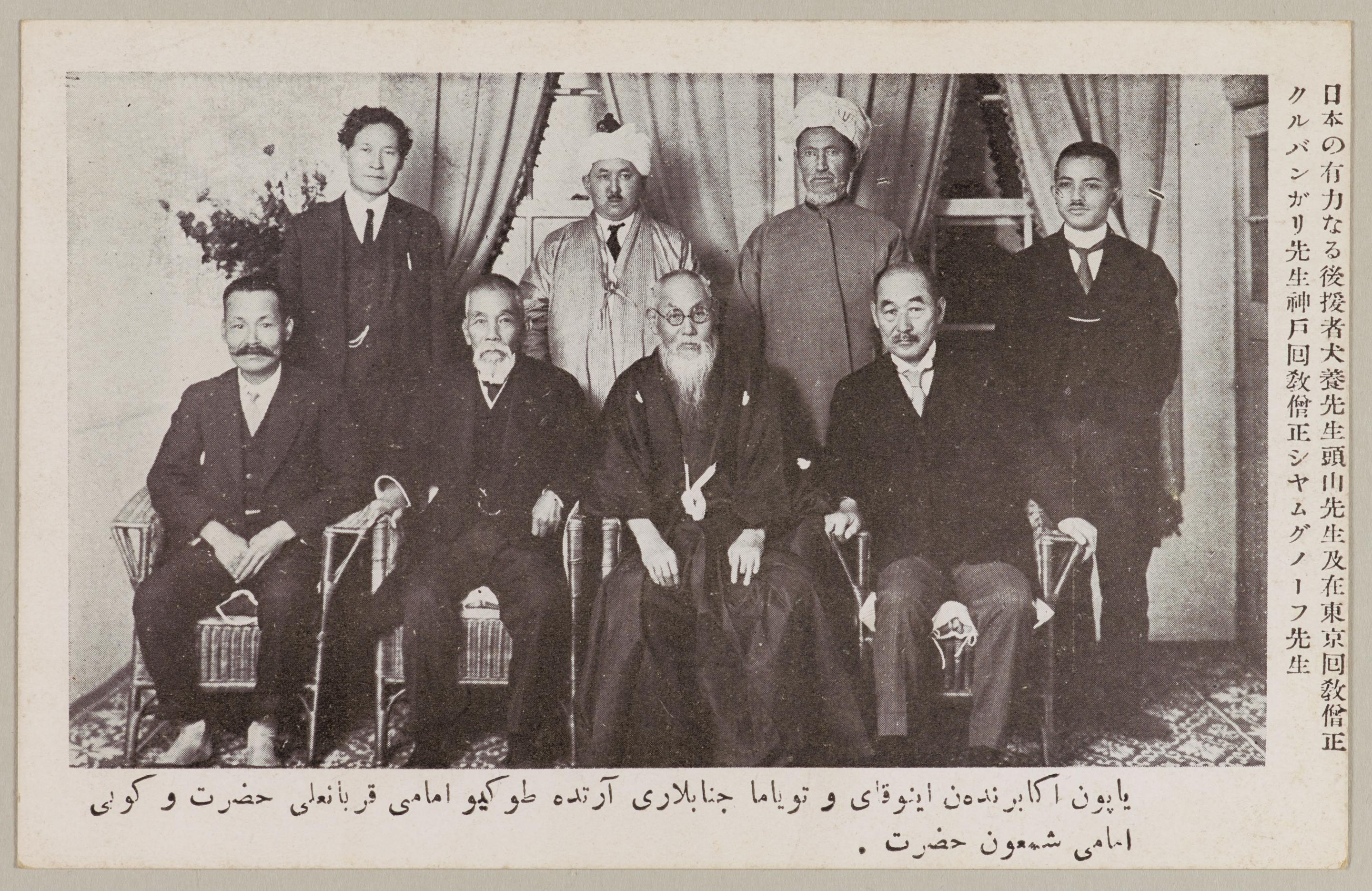
앞줄 왼쪽부터 이오키 료조, 이누카이 쓰요시, 도야마 미쓰루, 고지마 가즈오.

이오키 료조(일본어: 五百木 良三, 메이지 3년 음력 12월 14일(1871년 2월 3일) ~ 1937년 6월 14일)는 일본의 국수주의자다. 호(号)는 표정(飄亭).
이요국 온센군 오사카(小坂)촌 신바쇼(지금의 에히메현 마쓰야마시 히노데정) 출신. 메이지 18년(1885년) 마쓰야마현립 의학교에 입학. 메이지 20년(1887년) 오사카로 올라와 이마바시의 정(町)의의 도제가 되어 허드렛일을 하면서 면학하여 19세에 의술개업 면허를 받았다.
메이지 22년(1889년) 도쿄로 상경, 이요 마쓰야마번 번주 가문이었던 히사마쓰가에서 설립한 동경학생료에서 독일어를 배우고, 마사오카 시키와 문학을 논하며 그에게 하이쿠를 지도받았다. 메이지 23년(1890년) 징병에 합격하여 육군 간호장으로 채용되어 아오야마 근위연대에 입영, 메이지 25년(1892년)까지 군대에서 생활했다. 청일 전쟁이 벌어지자 메이지 27년(1894년) 6월 제5사단을 따라 출정, 대골방(大骨坊)이라는 필명으로 종군일기를 『일본』지에 1년간 연재했다.
귀국한 후 메이지 28년(1895년) 『일본』에 입사하여 구가 가쓰난과 함께 활약했다. 메이지 29년(1896년) 고노에 아쓰마로를 회장으로 옹립해 국민동맹회를 결성, 중국의 보전(保全)을 주장했다. 아츠마로를 통해 『동양』지를 발행하며 대(對)아시아 대책을 논했다. 메이지 34년(1901년) 『일본』지 편집장이 되어 대외경파론을 전개하다가 메이지 36년(1903년) 퇴사했다. 앵전구락부 동인으로서 대로동지회에 힘을 더하여, 메이지 37년(1904년)의 러일전쟁 개전에 영향을 미쳤다.
메이지 38년(1905년) 9월 5일, 러일강화조약의정서 초안에서 일본이 러시아로부터 뜯어내는 실익이 없자 동경 히비야에서 국민대회를 열고 강화조건 불복, 조약파기를 주장하는 여론을 불러일으켰다(히비야 폭동). 다이쇼 2년(1913년) 우치다 료헤이 등과 대지연합회(対支連合会)를 만들고, 다이쇼 3년(1914년) 국민의회(国民義会)를 결성했다. 다이쇼 4년(1915년)에는 오쿠마 내각의 밀명을 받고 만주에 잠입했다.
쇼와 4년(1929년) 정교사에 들어가 『일본급일본인』 발행을 주재했다.